# 4809 Robertball
4809 Robertball este un asteroid din centura principală, descoperit pe 5 septembrie 1928 de Max Wolf.